# Diocese de Iquique
A Diocese de Iquique (em latim: Dioecesis Iquiquensis) é uma diocese localizada na cidade de Iquique, pertencente a Arquidiocese de Antofagasta no Chile. Foi fundada em 1880 pelo Papa Leão XIII com o nome de Vicariato Apostólico de Tarapacá. Em 20 de dezembro de 1929 o Papa Pio XI eleva para a condição de Diocese de Iquique. Com uma população católica de 175.592 habitantes, sendo 53,1% da população total, possui 21 paróquias com dados de 2017.

## História
A Diocese de Iquique foi criada em 1880 com o nome de Vicariato Apostólico de Tarapacá, pela cisão da Diocese de Arequipa.  Em 1929 o vicariato foi elevado a condição de diocese com o nome de Diocese de Iquique. Em 1959 a diocese perde território para a formação da Prelazia Territorial de Arica. Em 1965 a diocese de Iquique juntamente com a Diocese de Antofagasta, perdem território para a formação da Prelazia Territorial de Calama. 

## Lista de bispos
A seguir uma lista de bispos e vigários apostólicos desde a criação do vicariato em 1880. Em 1965 foi levada  à  condição de diocese.  
|                      | Nome                                    | Período   | Notas                       |
| Bispos               | Bispos                                  | Bispos    | Bispos                      |
| -------------------- | --------------------------------------- | --------- | --------------------------- |
| 9º                   | Isauro Ulises Covili Linfati, O.F.M.    | 2022-     | Atual                       |
| 8º                   | Guillermo Patricio Vera Soto            | 2014-2021 | Nomeado Bispo de Rancagua   |
| 7º                   | Marco Antonio Órdenes Fernández         | 2004-2012 |                             |
| 6º                   | Juan Barros Madrid                      | 2000-2004 |                             |
| 5º                   | Enrique Troncoso Troncoso               | 1989-2000 |                             |
| 4º                   | Francisco Javier Prado Aránguiz , SS.CC | 1984-1988 |                             |
| 3º                   | José del Carmen Valle Gallardo          | 1966-1984 |                             |
| 2º                   | Pedro Aguilera Narbona                  | 1941-1966 |                             |
| 1º                   | Carlos Labbé Márquez                    | 1929-1941 |                             |
| Vigários Apostólicos |                                         |           |                             |
| 5º                   | Carlos Labbé Márquez                    | 1926-1929 |                             |
| 4º                   | José María Caro Rodríguez               | 1911-1925 |                             |
| 3º                   | Martín Rucker Sotomayor                 | 1906-1910 | Apostólico administrador    |
| 2º                   | Guillermo Juan Carter Gallo             | 1895-1906 |                             |
| 1º                   | Plácido Labarca Olivares                | 1887-1990 | Nomeado bispo de Concepción |
| Bispos auxiliares    |                                         |           |                             |
| 1º                   | José del Carmen Valle Gallardo          | 1963-1966 | Nomeado bispo dessa diocese |